# الی وانگ
الکساندرا داون وانگ (انگلیسی: Alexandra Dawn Wong؛ زادهٔ ۱۹ آوریل ۱۹۸۲) مشهور به الی وانگ، بازیگر، استندآپ کمدین و نویسنده آمریکایی است.

## فیلم‌شناسی
| سال  | عنوان               | نقش            | یادداشت                 |
| ---- | ------------------- | -------------- | ----------------------- |
| ۲۰۱۱ | شکستن در            | آنا Ng         | تکرار نقش ۳ قسمت        |
| ۲۰۱۲ | بحث نژادپرستانه     |                | فیلم کوتاه              |
| ۲۰۱۲ | چلسی به تازگی       | خودش—میز گرد   | ۹ قسمت                  |
| ۲۰۱۲ | آنجا هستی چلسی؟     | اولیویا        | سری به‌طور منظم، ۱۲ قسمت |
| ۲۰۱۲ | وحشی‌ها              | کلر            |                         |
| ۲۰۱۳ | هی دختر             | خودش           | قسمت ۵                  |
| ۲۰۱۳ | بهترین روز همیشه    | خودش           | ۱۶ قسمت                 |
| ۲۰۱۳ | Dealin' with Idiots | کتی            |                         |
| ۲۰۱۴ | جعبه سیاه           | دکتر لینا لارک | سری به‌طور منظم          |